# René Couzinet

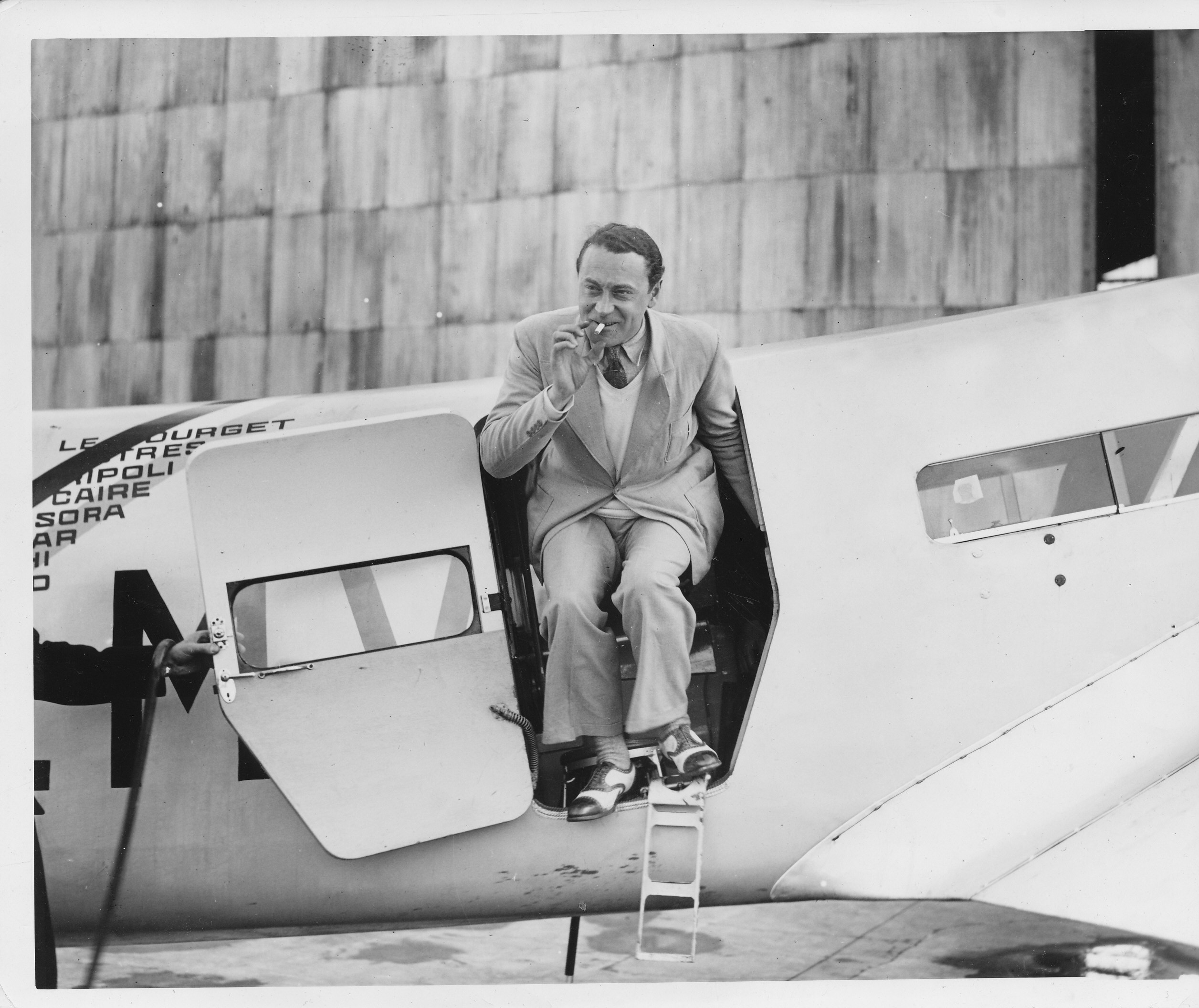
René Couzinet in der Couzinet 33 Biarritz (1933)

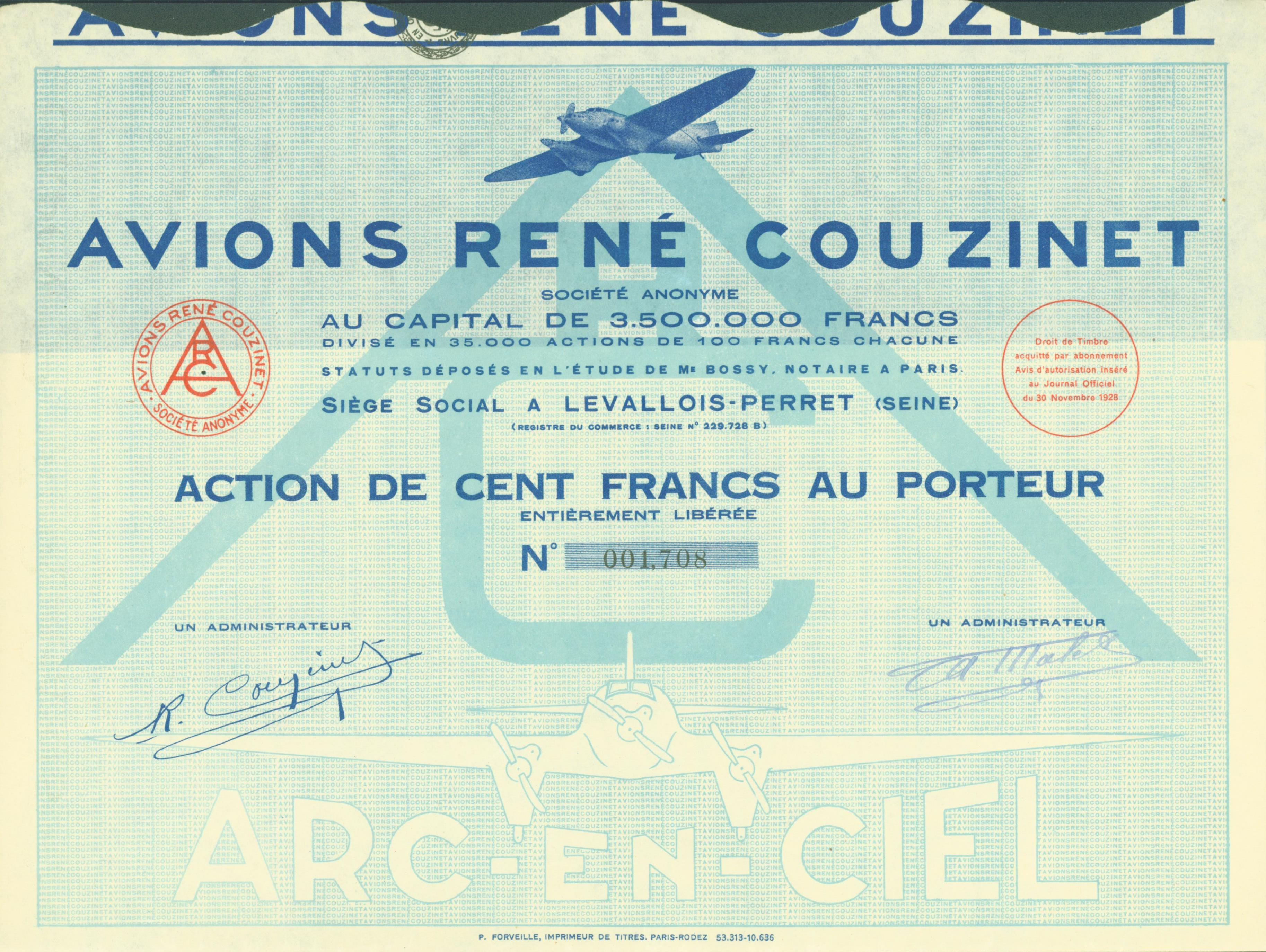
Aktie der Avions René Couzinet S. A. vom 30. November 1928

René Couzinet (* 20. Juli 1904 in Saint-Martin-des-Noyers, Département Vendée, Frankreich; † 16. Dezember 1956, Paris XVIe) war ein französischer Ingenieur und Flugzeugbauer.
Couzinet war schon in seiner Jugend fasziniert von dem Flug der Vögel und ließ deren Formen in seine späteren Entwürfe einfließen. Ab 1921 besuchte er die Écoles des Arts et Metiers (Ingenieurschule) in Angers, die er 1924 als Zweitbester seines Jahrgangs abschloss. Anschließend trat er in die École supérieure d'aéronautique et de constructions mécaniques ein, eine luftfahrttechnische Ingenieurhochschule. 1925 wurde er zum Militärdienst eingezogen und diente als Leutnant im 34. Fliegerregiment bei Le Bourget.
Couzinet, der schon während seines Studiums mehrere Patente angemeldet hatte, baute mit 23 Jahren sein erstes Flugzeug, die Air Couzinet 10, das erste von dreien der Arc-en-Ciel (Regenbogen)-Baureihe dreimotoriger Tiefdecker in Holzkonstruktion. Das Flugzeug besaß eine Reihe technischer Innovationen, darunter vollverkleidete, während des Flugs zugängliche Motoren und mehrere Tanks, die eine Reichweite von 10.000 km ermöglichen sollten. Bei einem Unfall am 8. August 1927 kamen der Pilot Maurice Drouhin und sein Mechaniker ums Leben. Das zweite Modell Couzinet 28 ging am 17. Februar 1930 in Flammen auf, als die Fabrik in Meudon, in der der Industrielle Emile-Louis Letord Couzinet eine Montagehalle zur Verfügung gestellt hatte, durch ein Großfeuer zerstört wurde.
Couzinet bezog daraufhin eine eigene Halle in Levallois-Perret, wo Anfang 1932 das dritte Flugzeug der Reihe fertiggestellt wurde, die Couzinet 70. Ein Jahr später flog es Jean Mermoz an der Spitze einer sechsköpfigen Besatzung und mit Couzinet als Passagier nach Buenos Aires. Es war der erste Flug über den Südatlantik und die Besatzungsmitglieder wurden nach ihrer Rückkehr in Frankreich als Helden empfangen. Couzinet sah sich, mit 29 Jahren, auf dem Gipfel seines Ruhms.

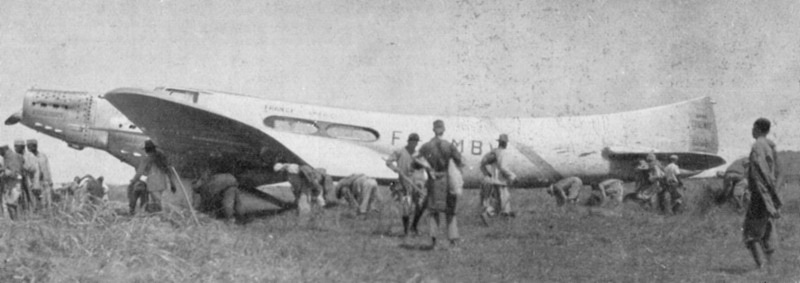
Couzinet 71 Arc-en-Ciel in Fernando de Noronha, 14. Juni 1934

In den folgenden Jahren baute er an die zwanzig weitere Flugzeuge. In dieser Zeit war Couzinet häufig in Streitereien mit den Behörden verwickelt, so startete er einen Prototyp ohne Genehmigung der STAé (Service technique de l’Aéronautique). Seine Beharrlichkeit wurde aber letztlich belohnt, und die zweimotorige Air Couzinet 10 wurde ab 1937 für Linienflüge der französischen Post eingesetzt.
Couzinet und Mermoz wurden enge Freunde und arbeiteten auch gemeinsam an der Verbesserung der Leistung, Qualität und Sicherheit von Flugzeugen. So versuchten sie, wenngleich erfolglos, die Luftfahrtbehörden zu überzeugen, die damals auf den Überseestrecken bevorzugten Wasserflugzeuge durch herkömmliche Konstruktionen zu ersetzen.
Mermoz kam im Dezember 1936 beim Absturz eines Wasserflugzeugs der Fluggesellschaft Latécoère ums Leben. Couzinet heiratete im Oktober 1939 die Witwe seines Freundes, Gilberte Chazottes.
Nach der Besetzung Frankreichs 1940 verweigerte Couzinet die Zusammenarbeit mit dem Hitler-freundlichen Vichy-Regime und ging nach Brasilien, wo Präsident Gétulio Vargas ihm die Leitung der nationalen Flugzeugproduktion übertrug. 1944, zum Ende des Zweiten Weltkriegs, kehrte er nach Frankreich zurück, konnte aber nicht an seine früheren Erfolge im Flugzeugbau anknüpfen.
Er beschäftigte sich nun mit Konstruktion und Bau von Tragflächenbooten, wofür er bereits 1928 ein Patent angemeldet hatte. Das bekannteste Modell war das 1946 in Brasilien vorgestellte RC 125 mit Propellerantrieb, vorgesehen auch für den Betrieb auf südamerikanischen Flüssen. Ein Erfolg wurde dieses aber genauso wenig wie nachfolgende Boote.
In den 1950er Jahren begann Couzinet sich für senkrechtstartende Luftfahrzeuge zu interessieren, wie viele Konstrukteure dieser Zeit. Mit der RC 360 legte er einen ungewöhnlichen, an eine Fliegende Untertasse erinnernden Entwurf vor: Die Ober- und Unterseite drehten sich gegensinnig, angetrieben von sechs Motoren, und über 48 steuerbare Düsen am Außenring erzeugte, nach unten gerichtete Luftstrom sollte das Fluggerät in der Luft halten. Zum Vortrieb war ein kleines Strahltriebwerk unter dem Rumpf vorgesehen. Mit 13,6 m Durchmesser, 60 m² Fläche und 12 t maximalem Startgewicht hätte das Modell auch Personen befördern können. Es wurden mehrere Windkanal-Versuche durchgeführt. Zu dem für den April 1957 angekündigten Erstflug kam es jedoch nicht: Das Projekt wurde eingestellt, nachdem Couzinet am 16. Dezember 1956 seine Frau Gilberte, die Witwe von Jean Mermoz, und sich selbst erschossen hatte, vermutlich aus Verzweiflung über seine Erfolglosigkeit und aussichtslose wirtschaftliche Lage.